# Eddie Redmayne
Edward John David Redmayne, detto Eddie (Londra, 6 gennaio 1982), è un attore britannico.
Il suo esordio cinematografico risale al 2006 con il film Symbiosis - Uniti per la morte. Ha avuto successo con i suoi ruoli in The Good Shepherd, Savage Grace, Elizabeth: The Golden Age, Marilyn, e ottenuto apprezzamenti per le sue doti canore per Les Misérables. Attivo anche in campo teatrale, ha vinto un Tony Award e due Laurence Olivier Award per il suo ruolo nel dramma Red e nel musical Cabaret.
Per la sua interpretazione di Stephen Hawking nel film biografico La teoria del tutto ha ricevuto il plauso della critica, portandolo alla vittoria del Golden Globe per il miglior attore in un film drammatico, del BAFTA al miglior attore protagonista e uno Screen Actors Guild Award nella medesima categoria. Per lo stesso film, ai Premi Oscar 2015 si aggiudica la statuetta come miglior attore protagonista.
L'anno successivo ha ottenuto il medesimo successo interpretando il suo ruolo di Lili Elbe in The Danish Girl, da cui riceve numerose nomination, tra cui quella per l'Oscar come miglior attore. Interpreta Newt Scamander nei film Animali fantastici e dove trovarli, nel 2016, Animali fantastici - I crimini di Grindelwald nel 2018 e Animali fantastici - I segreti di Silente nel 2022. Ha ricevuto ulteriori consensi interpretando lo Sciacallo nella serie televisiva The Day of The Jackal (2024), per la quale ha ottenuto la sua terza candidatura al Golden Globe.

## Biografia

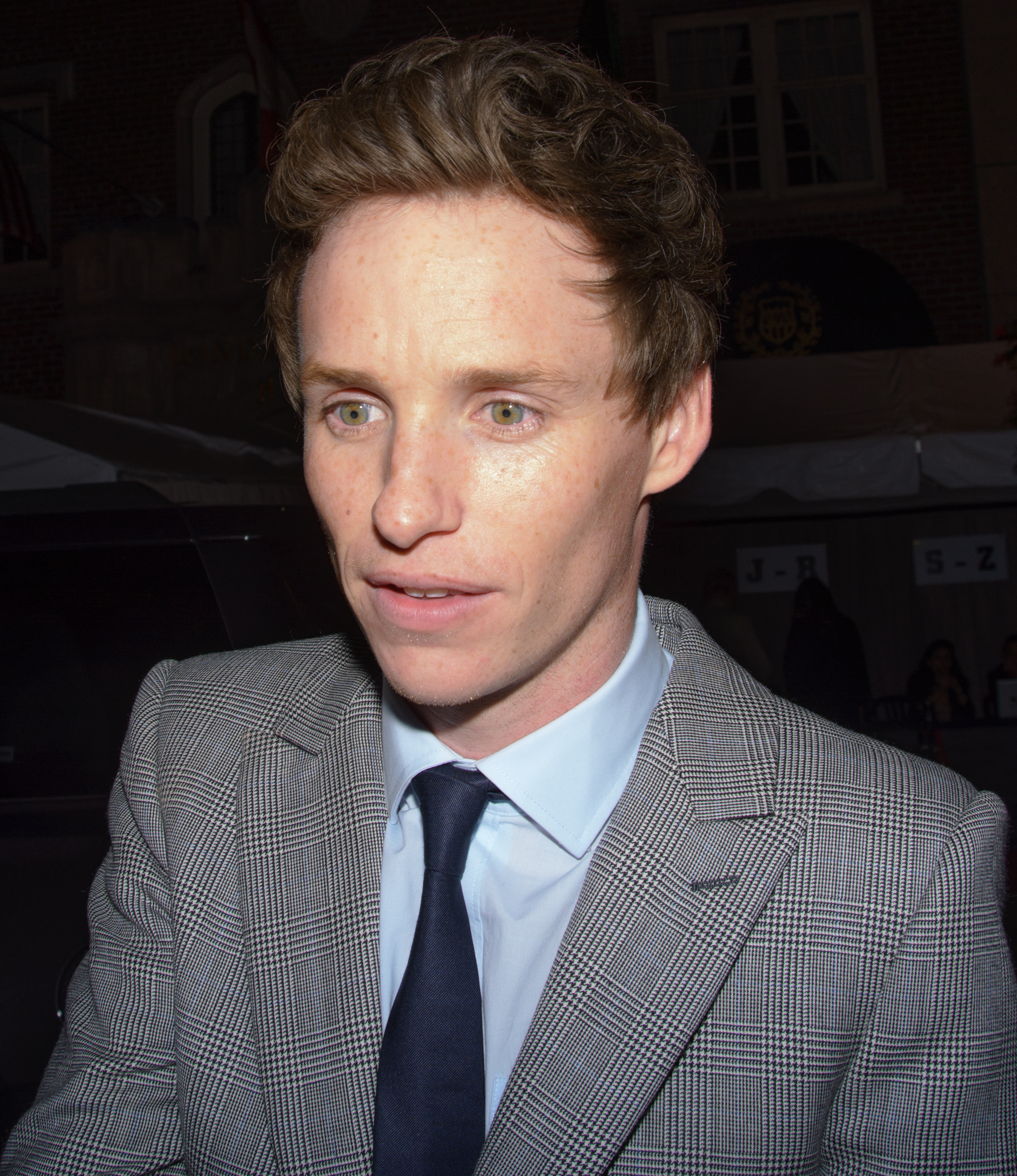
Eddie Redmayne a Hollywood nel 2014

Ha studiato presso l'Eton College, per poi laurearsi in storia dell'arte al Trinity College di Cambridge. Terminati gli studi comincia a lavorare in teatro presso il National Youth Music Theatre, esordendo nel 2002 ne La dodicesima notte di William Shakespeare nei panni di Viola al fianco di Mark Rylance. Nel 2005 viene candidato ai Laurence Olivier Award come miglior attore non protagonista e vince l'Evening Standard Award per il miglior esordiente per la sua interpretazione nel dramma di Edward Albee La capra o chi è Sylvia?.
Ha recitato in tre film che raccontano diversi periodi della dinastia Tudor, Elizabeth I, Elizabeth: The Golden Age e L'altra donna del re. Inoltre ha recitato al fianco di Toni Collette in Symbiosis - Uniti per la morte e ha interpretato il figlio omosessuale di Julianne Moore in Savage Grace. Uno dei ruoli più famosi interpretati è quello di Jack Jackson, il mastrocostruttore, nella miniserie televisiva I pilastri della terra.
Come modello, invece, ha prestato il volto alla firma Burberry nel 2008 accanto ad Alex Pettyfer. Burberry l'ha chiamato di nuovo per la campagna pubblicitaria 2012 accanto a Cara Delevingne.
Nel 2009 ha recitato nella pièce di John Logan Red in scena alla Donmar Warehouse e per la sua performance accanto al Mark Rothko di Alfred Molina ha vinto il Laurence Olivier Award al miglior attore non protagonista; durante la stagione successiva ha fatto il suo esordio a Broadway ancora una volta con Red, vincendo il Tony Award al miglior attore non protagonista in un'opera teatrale.
Nel 2011 ha recitato nel film Marilyn di Simon Curtis, interpretando Colin Clark, il terzo assistente alla regia durante le riprese de Il principe e la ballerina con Laurence Olivier e Marilyn Monroe. Ispirato a una storia vera: Colin Clark infatti ebbe una breve relazione su questo set con la Monroe negli anni '50. Sempre nel 2011 torna a recitare al Donmar Warehouse di Londra per interpretare Riccardo II nell'omonima tragedia shakespeariana.
Nel 2012 ha preso parte al musical kolossal Les Misérables diretto dal Premio Oscar Tom Hooper, interpretando Marius Pontmercy, accanto a Hugh Jackman, Anne Hathaway, Amanda Seyfried e Russell Crowe. Per questa interpretazione è stato nominato miglior attore ai London Standard Evening Awards.
Nel marzo 2013 comincia le riprese per il nuovo film delle sorelle Wachowski, Jupiter - Il destino dell'universo con Mila Kunis e Channing Tatum. Nel luglio 2013 viene premiato al Giffoni Film Festival presso Giffoni Valle Piana per il suo ruolo di Marius Pontmercy proprio in Les Misérables.
Nel 2014 interpreta il celebre cosmologo Stephen Hawking nel film di grande successo La teoria del tutto, diretto da James Marsh, ruolo che gli frutta diversi premi, tra cui un Golden Globe, un BAFTA e l'Oscar come miglior attore nel 2015.
È protagonista del film The Danish Girl di Tom Hooper, in cui veste i panni di Lili Elbe prima donna transgender ad aver effettuato l'operazione di riassegnamento del sesso. Questo ruolo gli vale la seconda candidatura all'Oscar al miglior attore, una candidatura ai Golden Globe, una ai BAFTA, una agli Screen Actors Guild Award, una ai Satellite Award e una ai Critics' Choice Awards.
Il 2 giugno 2015 è stato annunciato come protagonista dello spin-off di Harry Potter, Animali fantastici e dove trovarli, uscito nelle sale statunitensi il 18 novembre 2016, in cui interpreta il "magizoologo" Newt Scamandro. Ha poi continuato questo ruolo nel secondo film della saga Animali fantastici - I crimini di Grindelwald uscito il 16 novembre 2018, e nel terzo Animali fantastici - I segreti di Silente uscito l'8 aprile nei cinema nel Regno Unito e il 13 aprile 2022 nelle sale italiane.
Nel 2021, dopo dieci anni d'assenza, torna a recitare sulle scene londinesi per interpretare l'Emcee in un revival del musical Cabaret in scena al Playhouse Theatre, vincendo il Laurence Olivier Award al miglior attore in un musical. Nel 2024 torna a ricoprire la parte anche a Broadway.
Nel 2022 recita al fianco di Jessica Chastain nel film Netflix The Good Nurse diretto da Tobias Lindholm, in cui interpreta Charlie Cullen, un infermiere che avrebbe ucciso centinaia di pazienti durante una carriera di sedici anni nel New Jersey. Grazie a questo ruolo ottiene una candidatura ai Golden Globe 2023, ai BAFTA e ai SAG Awards come miglior attore non protagonista.

## Vita privata
Nel maggio 2014 si fidanza con Hannah Bagshawe, sua compagna dal 2012. Il 15 dicembre 2014 la coppia si sposa nel Regno Unito. Il 15 giugno 2016 è nata la prima figlia, Iris Mary Redmayne. Il 10 marzo 2018 è nato il secondo figlio, Luke Richard Bagshawe.

## Filmografia

### Attore

#### Cinema
- Symbiosis - Uniti per la morte (Like Minds), regia di Gregory J. Read (2006)
- The Good Shepherd - L'ombra del potere (The Good Shepherd), regia di Robert De Niro (2006)
- Savage Grace, regia di Tom Kalin (2007)
- Elizabeth: The Golden Age, regia di Shekhar Kapur (2007)
- The Yellow Handkerchief, regia di Udayan Prasad (2008)
- L'altra donna del re (The Other Boleyn Girl), regia di Justin Chadwick (2008)
- Powder Blue, regia di Timothy Linh Bui (2009)
- Glorious 39, regia di Stephen Poliakoff (2009)
- Black Death - ...un viaggio all'inferno (Black Death), regia di Christopher Smith (2010)
- Hick, regia di Derick Martini (2011)
- Marilyn (My Week with Marilyn), regia di Simon Curtis (2011)
- Les Misérables, regia di Tom Hooper (2012)
- La teoria del tutto (The Theory of Everything), regia di James Marsh (2014)
- Jupiter - Il destino dell'universo (Jupiter Ascending), regia di Lana e Lilly Wachowski (2015)
- The Danish Girl, regia di Tom Hooper (2015)
- Animali fantastici e dove trovarli (Fantastic Beasts and Where to Find Them), regia di David Yates (2016)
- Animali fantastici - I crimini di Grindelwald (Fantastic Beasts: The Crimes of Grindelwald), regia di David Yates (2018)
- The Aeronauts, regia di Tom Harper (2019)
- Il processo ai Chicago 7 (The Trial of the Chicago 7), regia di Aaron Sorkin (2020)
- Animali fantastici - I segreti di Silente, (Fantastic Beasts-The Secrets of Dumbledore), regia di David Yates (2022)
- The Good Nurse, regia di Tobias Lindholm (2022)

#### Documentari
- War Art with Eddie Redmayne, regia di Margy Kinmoth (2015)
- CBBC Visits the Wizarding World of Harry Potter and Fantastic Beasts, regia di David Yates (2016)

#### Televisione
- Animal Ark – serie TV, 1 episodio (1998)
- Doctors – serial TV, 1 puntata (2003)
- Elizabeth I, regia di Tom Hooper – miniserie TV, 1 episodio (2005)
- Tess dei d'Urberville (Tess of the D'Urbervilles), regia di David Blair – miniserie TV (2008)
- I pilastri della Terra (The Pillars of the Earth), regia di Sergio Mimica-Gezzan – miniserie TV (2010)
- The Miraculous Year, regia di Kathryn Bigelow – film TV (2011)
- Birdsong, regia di Philip Martin – miniserie TV (2012)
- The Day of the Jackal – serie TV (2024 - in corso)

### Doppiatore
- Il trenino Thomas - Sodor e il tesoro dei pirati, regia di David Stoten (2015)
- I primitivi (Early Man), regia di Nick Park (2018)

## Teatro
- Oliver!, libretto e colonna sonora di Lionel Bart, regia di Sam Mendes. London Palladium di Londra (1994)
- La dodicesima notte di William Shakespeare, regia di John Carroll. Middle Temple Inn di Londra (2002)
- Master Harold... and the Boys di Athol Fugard, regia di Phil Wilmott. Everyman Theatre di Liverpool (2003)
- La capra o chi è Sylvia? di Edward Albee, regia di Anthony Page. Almeida Theatre e Apollo Theatre di Londra (2004)
- Ecuba di Euripide, regia di Jonathan Kent. Donmar Warehouse di Londra (2004)
- Now or Later di Christopher Shinn, regia di Dominic Cooke. Royal Court Theatre di Londra (2007)
- Red di John Logan, regia di Michael Grandage. Donmar Warehouse di Londra (2009), John Golden Theatre di Broadway (2009-2010)
- Riccardo II di William Shakespeare, regia di Michael Grandage. Donmar Warehouse di Londra (2011-2012)
- Cabaret, libretto di Joe Masteroff, testi di Fred Ebb, colonna sonora di John Kander, regia di Rebecca Frecknall. Playhouse Theatre di Londra (2021), August Wilson Theatre di Broadway (2024)

## Riconoscimenti
- Premio Oscar
  - 2015 - Migliore attore protagonista per La teoria del tutto
  - 2016 - Candidato per il Migliore attore protagonista per The Danish Girl
- Golden Globe
  - 2015 - Miglior attore in un film drammatico per La teoria del tutto
  - 2016 - Candidato per il Miglior attore in un film drammatico per The Danish Girl[12]
  - 2023 - Candidato per il miglior attore non protagonista per The Good Nurse
  - 2025 – Candidatura al migliore attore in una serie drammatica per The Day of the Jackal[13]
- Critics' Choice Movie Award
  - 2015 - Candidato per il Miglior attore per La teoria del tutto
  - 2016 - Candidato per il Miglior attore per The Danish Girl
- Critics' Choice Television Award[14]
  - 2025 – Candidatura al miglior attore protagonista in una serie drammatica per The Day of the Jackal
- Empire Awards
  - 2015 - Candidato per il Miglior attore per La teoria del tutto[15]

- Laurence Olivier Awards
  - 2005 - Candidato per il Miglior attore non protagonista per The Goat, or Who Is Sylvia?
  - 2010 - Miglior attore non protagonista per Red
  - 2022 - Miglior attore in un musical per Cabaret

- MTV Movie Awards
  - 2015 - Candidato per la Miglior trasformazione su schermo per La teoria del tutto[16][17]

- National Board of Review of Motion Pictures
  - 2012 - Miglior cast per Les Misérables

- Premi BAFTA
  - 2012 - Candidato per la miglior stella emergente per Marilyn
  - 2015 - Miglior attore protagonista per La teoria del tutto
  - 2016 - Candidato per il Miglior attore protagonista per The Danish Girl[18]
  - 2023 - Candidato per il miglior attore non protagonista per The Good Nurse

- Razzie Award
  - 2015 - Peggiore attore non protagonista per Jupiter - Il destino dell'universo

- Satellite Award
  - 2012 - Candidato per il Satellite Award per il miglior attore non protagonista per Les Misérables
  - 2012 - Miglior cast per Les Misérables[19]
  - 2015 - Candidato per il Satellite Award per il miglior attore per La teoria del tutto
  - 2016 - Candidato per il Satellite Award per il miglior attore per The Danish Girl[20]

- Screen Actors Guild Award
  - 2013 - Candidato per lo Screen Actors Guild Award per il miglior cast cinematografico per Les Misérables
  - 2015 - Candidato per lo Screen Actors Guild Award per il miglior cast cinematografico per La teoria del tutto
  - 2015 - Miglior attore protagonista per La teoria del tutto
  - 2016 - Candidato per il Miglior attore protagonista per The Danish Girl
  - 2023 - Candidato per il miglior attore non protagonista per The Good Nurse

- Teen Choice Awards
  - 2015 - Candidato come Miglior attore in un film drammatico per La teoria del tutto[21]

- Tony Award
  - 2010: Miglior attore non protagonista in un'opera teatrale per Red
  - 2024: Candidato come miglior attore protagonista in un musical per Cabaret

## Doppiatori italiani
Nelle versioni in italiano delle opere in cui ha recitato, Eddie Redmayne è stato doppiato da:
- Davide Perino ne La teoria del tutto, Animali fantastici e dove trovarli, Animali fantastici - I crimini di Grindelwald, The Aeronauts, Animali fantastici - I segreti di Silente, The Good Nurse,  The Day of the Jackal
- Emiliano Coltorti in The Good Shepherd - L'ombra del potere, Savage Grace, Les Misérables, Jupiter - Il destino dell'universo
- Stefano Crescentini in Elizabeth I, Black Death - ..un viaggio all'inferno
- David Chevalier ne L'altra donna del re, Il processo ai Chicago 7
- Flavio Aquilone ne I pilastri della Terra, The Danish Girl
- Alessandro Tiberi in Symbiosis - Uniti per la morte
- Gianfranco Miranda in Marilyn

Da doppiatore è sostituito da:
- Riccardo Scamarcio ne I primitivi
- Paolo Vivio in Il trenino Thomas - Sodor e il tesoro dei pirati